# Tepeapulco (kommun)
Tepeapulco är en kommun i Mexiko.   Den ligger i delstaten Hidalgo, i den sydöstra delen av landet, 80 km nordost om huvudstaden Mexico City. Antalet invånare är 49 850.
Följande samhällen finns i Tepeapulco:
- Ciudad Sahagun
- Tepeapulco
- Colonia 20 de Noviembre
- San Bartolomé Tepetates
- San Miguel Allende
- Texcatzongo
- La Rinconada
- Tlacatepa
- Los Reyes